# Vincenzo Cantiello
Vincenzo Cantiello (Sant’Arpino, 2000. augusztus 25. –) olasz énekes. Ő képviselte Olaszországot a 2014-es Junior Eurovíziós Dalfesztiválon Máltán, a Tu primo grande amore című dallal, amivel meg is nyerte azt.

## Élete
Vincenzo Cantiello 2000. augusztus 25-én született az olaszországi Sant’Arpino-ban. Kisgyermekkora óta érdeklődik a zene és az éneklés iránt, már igen fiatalon belépett a helyi templomi kórusba is. A legnagyobb áttörést hazájában számára vitathatatlanul a Ti lascio una Canzone nevű gyerek tehetségkutató műsorban való részvétele jelentette.

### 2014-es Junior Eurovíziós Dalfesztivál
A 2014. november 15-én Máltán megrendezett 2014-es Junior Eurovíziós Dalfesztiválon ő képviselte Olaszországot, a Tu primo grande amore című dallal. A szavazás során a legtöbb pontot (159) gyűjtötte össze, így végül megnyerte a dalversenyt. Ez volt a második alkalom (2003 után), hogy egy debütáló ország nyerte a Junior Eurovíziós Dalfesztivált.

## Diszkográfia

### Kislemezek
| Év   | Cím                   | Album                  |
| ---- | --------------------- | ---------------------- |
| 2013 | Glitter & Gold        | Nem jelent meg albumon |
| 2014 | Tu primo grande amore | Nem jelent meg albumon |